# Chisato Nakata
Chisato Nakata (中田ちさと, Nakata Chisato, née le 8 octobre 1990 à Saitama, au Japon) est une chanteuse et idole japonaise, membre du groupe de J-pop AKB48. Elle est sélectionnée en mai 2007 et rejoint la team A en octobre 2010. Peu après, elle est transférée chez la team K et occupe encore aujourd'hui la même position.